# FC Blau-Weiß Linz
Az FC Blau-Weiß Linz osztrák labdarúgóklub, melynek székhelye Linzben van. 1997-ben alapították, és a Linzer Stadionban játszik.

## Játékoskeret
2022. augusztus 31-i állapotnak megfelelően.
| #  |     | Poszt | Név                     |
| -- | --- | ----- | ----------------------- |
| 1  | AUT | K     | Nicolas Schmid          |
| 2  | AUT | V     | Fabio Strauss           |
| 3  | AUT | V     | Christoph Schösswendter |
| 4  | AUT | KP    | Marco Krainz            |
| 5  | SER | V     | Danilo Mitrović         |
| 6  | AUT | KP    | Tobias Koch             |
| 7  | ALB | CS    | Anteo Fetahu            |
| 8  | AUT | V     | Simon Pirkl             |
| 9  | BRA | CS    | Ronivaldo               |
| 10 | GHA | CS    | Paul Mensah             |
| 11 | FRA | CS    | Fally Mayulu            |
| 13 | AUT | KP    | Michael Brandner        |

| #  |     | Poszt | Név               |
| -- | --- | ----- | ----------------- |
| 14 | AUT | V     | Julian Gölles     |
| 15 | AUT | V     | Manuel Maranda    |
| 17 | AUT | V     | Lukas Rath        |
| 18 | AUT | KP    | Matthias Seidl    |
| 19 | AUT | CS    | Fabian Neumayr    |
| 20 | AUT | KP    | Simon Seidl       |
| 21 | AUT | K     | Felix Gschossmann |
| 22 | AUT | V     | Fabian Windhager  |
| 23 | AUT | KP    | Alexander Briedl  |
| 26 | AUT | KP    | Lukas Tursch      |
| 31 | AUT | K     | Kevin Radulovic   |
| 41 | AUT | K     | Armin Sarcevic    |

## Korábbi edzők
2023. március 25-i állapotnak megfelelően.
- Hans König (1997–1998)
- Adam Kensy (1998–2003)
- Gerald Perzy (2003)
- Günther Zeller (2003–2004)
- Gerald Perzy (2004)
- Dieter Mirnegg (2004–2005)
- Gerald Perzy (2005)
- Adolf Blutsch (2005–2007)
- Samir Hasanovic (2007)
- Erwin Spiegel (2007–2008)
- Gerald Perzy (2008)
- Adam Kensy (2008–2011)
- Gerald Perzy (2011)
- Thomas Weissenböck (2011–2012)
- Gerald Perzy (2012)
- Edi Stöhr (2012–2013)
- Yahya Genc/Marcel Ketelaer (2013–2014)
- Wilhelm Wahlmüller (2014–2016)
- David Wimleitner (2016)
- Klaus Schmidt (2016–2017)
- Günther Gorenzel-Simonitsch (2017–)
- David Wimleitner (2017)
- Thomas Sageder (2017–2019)
- Doma Ernő (2019)
- Goran Djuricin (2019)
- Ronald Brunmayr (2020–2021)
- Gerald Scheiblehner (2021–)

## Sikerei
- Osztrák 2. Liga: 2020–21, 2022–23
- Regionalliga Mitte: 2002–03, 2015–16
- Felső-Ausztria bajnok: 2000, 2008

## Magyarok a klubnál
2023. március 25-i állapotnak megfelelően.
- Tóth Attila (2001–2002)
- Erőss Csaba  (2013–2014)
- Haisza Viktor (2017–2019)
- Borsos Filip  (2021–2022)
- Szegletes Milán  (második csapat, 2021–2022)